# Свиняче молоко

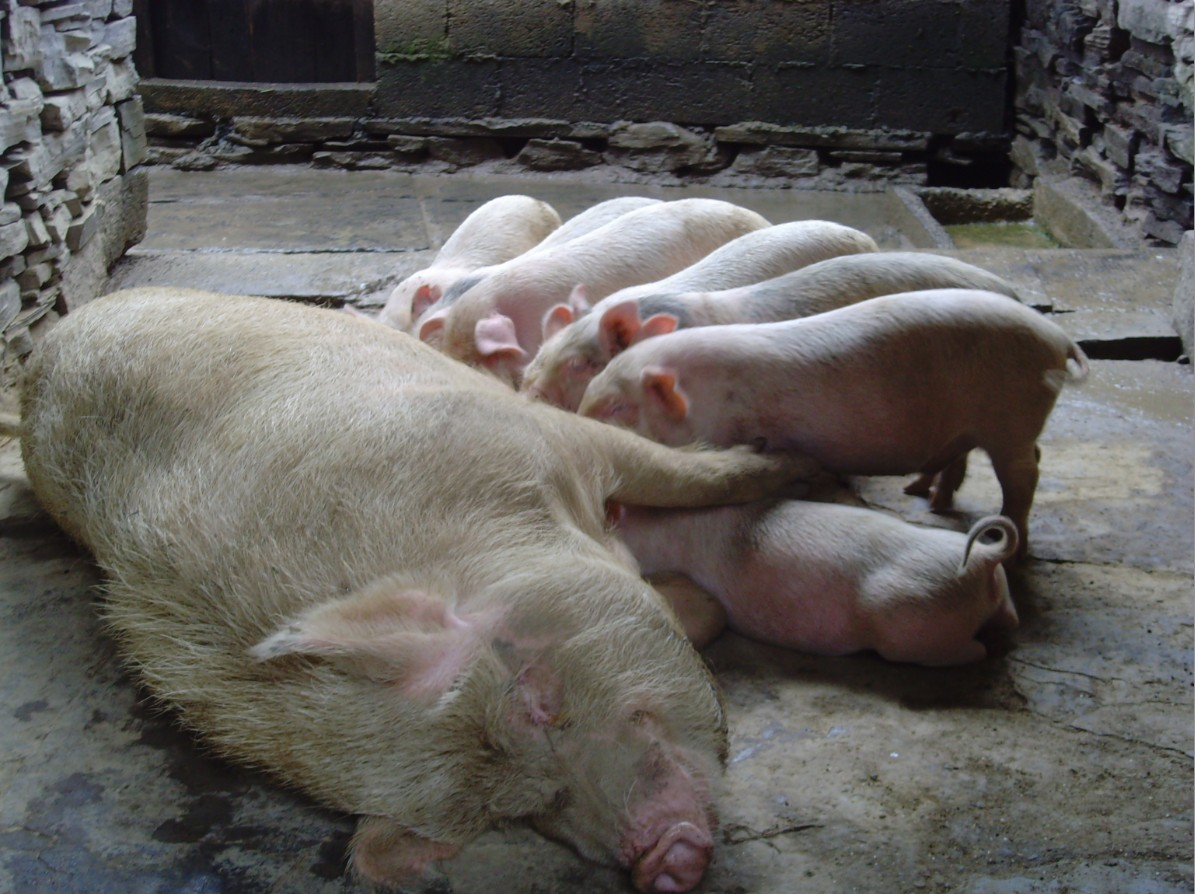
Поросята споживають молоко матері

Свиняче молоко — природне материнське молоко, що виробляється у вигляді секрету молочних залоз домашніми свинями з біологічного роду Кабани для годування поросят. За складом воно схоже на коров'яче молоко, але жирніше і рідкіше. Свиняче молоко рідко використовують люди і не вважається сільськогосподарським продуктом. Було зроблено кілька спроб виробляти сир зі свинячого молока, деякі з яких були успішними.

## Склад
Свиняче молоко містить 8,5% жиру порівняно з 3,5% у коров'ячому молоці. Воно має схожий склад молозива з погляду білка, жиру та лактози порівняно з коров'ячим молоком.
Свині, що харчуються високобілковою дієтою, виробляють більше молока порівняно зі свинями, що харчуються низькобілковою дієтою.

## Складнощі у доїнні свиней
Свиняче молоко не вважають придатним для комерційного виробництва з певних причин. Свиней важко доїти. Сама свиноматка, як правило, неохоче погоджується на доїння, може бути неконтактною та агресивною, або лякатися присутності людини. Крім того, жоден з існуючих доїльних апаратів не розрахований на приєднання приблизно до дюжини сосків та вилучення молока протягом 15 секунд. Зрештою, свині, на відміну від корів, не можуть завагітніти під час лактації, що робить операцію з виробництва свинячого молока ще менш життєздатною.

## Використання свинячого молока
У порівнянні з іншими тваринами, такими як корови або кози, головною проблемою якості свинячого молока є всеїдність свиней.
Смак свинячого молока описують як «дикуватий», навіть більш виражений, ніж у козиного молока. Крім того, таке молоко більш водянисте, ніж коров'яче.

### Сир із свинячого молока
У 2015 році нідерландські фермери виготовили один з перших експериментальних сирів зі свинячого молока. Близько десяти людей працювали, щоб доїти свиноматок упродовж десятків годин. Декілька спроб зробити сир зазнали невдачі. Зрештою вдалося зробити кілька кілограмів такого сиру. Повідомлялося, що на смак він був трохи солоним, і в порівнянні з іншими сирами, вершковим, проте, досить зернистим.